# シャーン
シャーン（標準ドイツ語：Schaan, アレマン語（リヒテンシュタイン方言）：Schaa（シャー））は、リヒテンシュタインで最も大きい基礎自治体。首都のファドゥーツの隣に位置している。
2021年の調査によると、シャーンの人口は6,027人で面積は26.9km2だった。

## 交通
- シャーン・ファドゥーツ駅